# Demokratische Partei Nauru
Die Demokratische Partei Nauru (engl.: Democratic Party of Nauru, DPN) ist eine politische Partei in Nauru. Sie wurde im Januar 1987 von Kennan Adeang gegründet, nachdem dieser die Präsidentschaft zum zweiten Mal innerhalb von zwei Monaten an Hammer DeRoburt verlor. Die DPN ist die Nachfolgeorganisation der seit Mitte der 1970er Jahre existierenden, informellen Nauru Party. Deren Vorsitzender Bernard Dowiyogo unterstützte danach die DPN im Parlament.
Das Ziel war, eine Machtausdehnung des damaligen Präsidenten DeRoburt zu verhindern und die Rolle des Parlaments zu stärken. 1989 wurde Parteimitglied Kenos Aroi dank starker Mithilfe Adeangs und eines parlamentarischen Misstrauensvotums gegen DeRoburt Präsident, jedoch nur für vier Monate. Zuletzt war Ende 1996 mit Adeang ein DPN-Mitglied Präsident. Die DPN verlor danach zunehmend an Einfluss; mindestens seit 2000 hat sie keinen Sitz mehr im Parlament. 2003 wurde von David Adeang, dem Sohn von Kennan Adeang, die Naoero-Amo-Partei gegründet.